# Comté de Hay
Le comté de Hay (en anglais : Hay Shire) est une zone d'administration locale située dans l'État de Nouvelle-Galles du Sud en Australie. 

## Géographie
Le comté s'étend sur 11 325 km2 dans la Riverina au sud-ouest de la Nouvelle-Galles du Sud et comprend la ville de Hay et les localités de Booligal et Maude. Il est traversé par les Sturt, Mid-western et Cobb Highways. 

## Histoire
Le comté est créé en 1965 par la fusion de la municipalité de Hay avec le comté de Waradgery.

## Démographie
En 2016, la population s'élevait à 2 946 habitants, dont la plupart vivent dans la ville de Hay.

## Politique et administration
Le conseil comprend huit membres élus pour quatre ans, qui à leur tour élisent le maire. À la suite des élections du 4 décembre 2021, le conseil est formé d'indépendants.

### Liste des maires
| Période                                  | Période        | Identité         | Étiquette    | Qualité |
| ---------------------------------------- | -------------- | ---------------- | ------------ | ------- |
| Les données manquantes sont à compléter. |                |                  |              |         |
| septembre 2008                           | septembre 2012 | Michael Rutledge | Indépendant  |         |
| septembre 2012                           | janvier 2022   | Bill Sheaffe     | Indépendant  |         |
| 11 janvier 2022                          | en fonction    | Carol Oataway    | Indépendante |         |